# Região Centro
Região Centro sau Centro (Regiunea Centrală) este o regiune a Portugaliei. Ea cuprinde în întregime districtele Coimbra și Castelo Branco, în plus mare parte din districtele Aveiro, Viseu și Guarda, partea de nord a districtului Lisabona, trei sferturi din districtul Leiria și un județ al districtului Santarém.
Regiunile vecine sunt Região Norte în nord, Alentejo și Região de Lisboa în sud. La est se învecinează cu Spania, în vest se afla Oceanul Atlantic.
Aceasta are o suprafață de 28.405 km² (31 % din totalul teritoriului portughez continental). Regiunea are o populație de 2,327,580 (situație la nivelul anului: 2011), 22 % din Portugalia. 
Regiunea se împarte în 12 subdiviziuni statistice:
- Baixo Mondego
- Baixo Vouga
- Beira Interior Norte
- Beira Interior Sul
- Cova da Beira
- Dão-Lafões
- Médio Tejo
- Oeste
- Pinhal Interior Norte
- Pinhal Interior Sul
- Pinhal Litoral
- Serra da Estrela

Região Centro are 100 comune (25,2 %).

## Localități mari
(Recensământ 2001)
| Localități     | Locuitori |
| -------------- | --------- |
| Coimbra        | 102.688   |
| Aveiro         | 51.024    |
| Leiria         | 41.011    |
| Castelo Branco | 31.464    |
| Marinha Grande | 28.329    |
| Viseu          | 25.742    |
| Guarda         | 25.520    |
| Covilhã        | 17.830    |
| Ovar           | 17.191    |
| Ílhavo         | 16.690    |
| Pombal         | 16.008    |

## Economie
în comparație cu PIB al UE, Regiunea Centro obținut un indice de 61,3 (UE-25:100) (2003). Rata șomajului a fost în 2005 la 5,2 %.